# Mala Pristava (Pivka)
Mala Pristava is een plaats in Slovenië en maakt deel uit van de gemeente Pivka in de NUTS-3-regio Notranjskokraška. De plaats telde 75 inwoners op 1 januari 2020.